# Привіт, Всесвіте!
Привіт, Всесвіте! — філіппінська фентезійна комедія 2023 року, сценаристом і режисером якої виступив Сіань Лім. Головну роль у фільмі виконав філіппінський співак, автор пісень, комік і актор Джанно Ґіббс.

## Сюжет
Аріель (Янно) вважає, що його життя стало нещасним після того, як він програв своєму супернику Маку (Джин) під час баскетбольного матчу в старшій школі, який згодом став відомим баскетбольним тренером. Жаль та невпевненість Аріеля знову з'являються, коли Мак зі своєю баскетбольною командою повертається до рідного міста Аріеля вперше за багато десятиліть. Знедолений через свої жалі, Аріель зустрічає Джессі (Бенджі), джина, який переносить його в альтернативний всесвіт, де він є відомим баскетбольним тренером. Аріель змінює своє минуле й живе життям, про яке мріяв, але не без жертв.

## Акторський склад
- Джанно Ґіббс — Аріель
  - Люк Саймон Корнел — молодий Аріель
  - Пітер Андрій Берс — Аріель-підліток
- Бенджі Парас — Джессі
- Анджо Іллана — Роккі
  - Ральф Олдріч Сісон — підліток Роккі
- Мауї Тейлор — Дженніфер
  - Мирослава Лорен Баланон — юна Дженніфер
- Джин Паділья — Мак
- Ем-Джей Каяб'яб — Лірой
- Саншайн Гімарі — Лорен
- Джино Ілустре — бос Террі
- Джо Варгас — Боббі
- Убе Лола — Лола Осна
- Марк Андайя — Джер
- Дарвін Толентіно — Джел
- Маделейн Ред — Фейт
- Маджо Лінгат — Майла
- Габ Лагман — зірковий гравець Булакана
- Кріс Райан Баньярес — Манг Нандінг
- Карл Айзек Сантос — баскетбольний тренер